# Эрдемович, Дражен
Дражен Эрдемович (хорв. Dražen Erdemović; 25 ноября 1971, Тузла, СРБГ, СФРЮ) — солдат, выходец из сербско-хорватской семьи, который во время битвы за Вуковар принимал участие в военных действиях на стороне Хорватии, а во время боснийской войны воевал в составе 10-го диверсионного отряда на стороне Республики Сербской.
В 1996 году был осуждён Гаагским трибуналом за убийство 70-120 мусульман во время событий в Сребренице, однако в 2001 году гаагское правосудие освободило Эрдемовича за согласие выступить свидетелем против генерала Радислава Крстича.

## Убийства в Сребренице
В июле 1995 года 10-й диверсионный отряд был направлен на ферму в деревне Пилицы к северо-западу от Зворника. После захвата Сребреницы 11 июля сербы интернировали боснийских мужчин и мальчиков старше 14 лет и стали отправлять их на расстрелы. Одним из таких мест и была ферма в Пилицах. 16 июля 1995 года в Пилицы в автобусах были доставлены боснийские мужчины. Эрдемовичу и другим членам 10-го диверсионного отряда якобы генерал Ратко Младич поручил расстрелять 1000—1200 боснийских мужчин и мальчиков, взятых в плен в Сребренице. Сначала Эрдемович сопротивлялся приказу, но потом принял участие в убийствах:«Меня заставили принять участие в расстреле. Мне пришлось выбирать между собственной жизнью и жизнями этих несчастных. Если бы я тогда потерял свою жизнь, судьба этих людей не стала бы иной. Их судьбу решал кто-то, занимавший куда более высокий пост, чем я». После убийства все жертвы были захоронены в братских могилах.
Когда в 1995 г. Эрдемовича демобилизовали, то он связался с корреспондентами газеты «Фигаро» и телекомпании «Эй-би-си», рассказал им о расстрелах жителей Сребреницы и попросил, чтобы журналисты взамен помогли ему добраться до международного трибунала в Гааге. Но Эрдемовича арестовала сербская полиция, а видеокассету с записью беседы у репортеров конфисковали. Тем не менее, югославским властям пришлось выдать Эрдемовича Гаагскому трибуналу.

## Суд
Дражен Эрдемович был арестован и обвинён в преступлениях против человечности в Международном уголовном трибунале для бывшей Югославии (МТБЮ) 29 ноября 1996 года. Так как Эрдемович утверждал, что его жизнь была под угрозой и что у него не было выбора, это стало смягчающим фактором для вынесения приговора. Он был приговорён к десяти годам тюремного заключения за геноцид и за участие в массовом убийстве. Он был единственным членом 10-го диверсионного отряда, осуждённым за убийства в Сребренице, а остальные либо находятся в розыске, либо вообще не привлекались к уголовной ответственности.
Эрдемович обжаловал приговор. МТБЮ, учитывая его чистосердечное признание в участии в убийстве 1200 человек (из которых лично он расстрелял около 120), снял с него обвинение в убийстве и оставил лишь один пункт обвинения — нарушение законов и обычаев войны, сократив срок его заключения до пяти лет. После отбытия наказания в норвежской тюрьме, Эрдемович дал показания о том, что приказ об убийстве был отдан руководством Республики Сербской и в августе 2003 года давал показания против Слободана Милошевича.
Его соучастник Марко Бокшич — тоже хорватский наёмник, был арестован в США под Бостоном в 2004 году, где преследовался за нарушение иммиграционного законодательства. В 2010 году экстрадирован в Боснию и Герцеговину и приговорен боснийским судом к 10 годам заключения по соглашению о признании вины.